# バールレ (村)
バールレ（オランダ語: Baarle）はベルギーとオランダの国境の村である。かつての広がりは両国に分割され、パッチワーク状に分布する。地名も異なり、ベルギー領の地域はバールレ＝ヘルトフ（図のH）、オランダ領の地域はバールレ＝ナッサウ（図のN）と呼びわける。オランダ領内のベルギー飛び地は16箇所あり、そのうち上図のN1からN7までの7ヵ所は包領（exclave）としてオランダ領を囲む。アントワープ地方ギンホーフェン（Ginhoven）近郊の8番目のベルギーの村もオランダ領を包領とする。両国間の国境は1995年に確定し、以前の中立地であった牧草地の帰属も確定した。バールレには四国国境もあり、飛び地2ヵ所が関与する。
国境検問所214番と215番の間に土地は5732筆あり、個別に国籍が割り当てられた。また合計20ヵ所のベルギーの飛び地（現在のバールレ＝ヘルトフ）がオランダのバールレ＝ナッサウ地域内に点在し、ベルギー国境から最大で 5 km 離れている。 
国境線の確定を受け、建物によっては両国にまたがる形になり Zeeman 地区で顕著である。該当する不動産の住所地にはいわゆる「玄関の規則」voordeurregel が適用され、玄関がどちらの国にあるかで決まる。ただし Loveren 通りの住戸には例外があり、両国に玄関がある建物のうち、2番にはベルギー国籍、19番にはオランダ国籍がそれぞれ適用された。便宜上、すべての家屋番号標には国がわかるように目印がある（ベルギー側は国旗、オランダ側は青と赤の色帯）。

## 地名
バールレの地名の由来にはいくつもの説があり、原語「Baarle」は古文書の表記に Barle、Barlo があること、後者は接尾辞の「-loo」が付き、「集落の隣にある砂地の森」を指すという理解は確定している。1件目の原語「Barle」は次のように説明される。
- baar：裸地、平地、未耕作地[2]。
- barza：ゲルマン祖語で「針葉樹」を意味する。
- Baro、Bera：古語で人の（姓に対する）名[3]。

現在の地名はどちらも後半が接尾辞であり、Hertog はブラバント「公爵」、Nassau はブレダ領主の「ナッサウ家」を指す。
トンメル集落の周辺には先史時代の古墳が多数あり、名前はラテン語の「古墳」に由来する。またこの地域では青銅製の壺（Urns）も出土し、青銅器時代から人が住んだことがわかった。

## 歴史
低湿地だったこの地域は、12世紀末にブラバント公アンリ1世の領地であった。1198年に公爵は賃貸料を稼げる土地は手元に残し、残りの領地をブレダ（オランダ）のスコーテン家のゴッドフリートに譲渡した。現在、一方でその地域はベルギー領、他方、当時のゴットフリートが得た地域はオランダ領である。「ブレダ領主」という称号の保持者は現在、オランダ国王ウィレム・アレクサンダーで、「ブラバント公」号はベルギー王位継承者の儀礼称号として伝わる。
バールレ＝ヘルトフとバールレ＝ナッサウにはそれぞれの選挙で決まる首長と町議会があり、警察署も教区教会も個別に置く。また両町議会が合同評議会を設けてインフラとして電気、上水道、ガスの供給を行い、高速道路の補修やごみ収集などを管理する。国境線は1995年にようやく確定した。
双方の評議会は互いに出資して共同文化センターを建設し、共同図書館を利用できるようにした。国境線はこの建物を横切り、2つある玄関はどちらも Pastoor de Katerstraat という道路に面していて、オランダ側は7号、ベルギー側は5号に当たる。観光局もあり、オランダとベルギーの両方の観光局が職員を置く。
商取引の法規は、オランダ領はオランダ法、ベルギー領はベルギー法のもとにある。法律の違いから長年にわたり密輸が横行したものの、1993年のヨーロッパ統合以降、「密かに持ち込んで高値で売る」ことそのものにあまり意味がなくなった。かつて第二次世界大戦後、ベルギーで品薄だったバターをオランダで買い付け、こっそりとベルギーに持ち込んで売る人は少なくなかった:9。現代でも形を変えた密輸は存在し、オランダでは売っていない花火をベルギーに出かけて買い、国境を越えて持ち込む人は多い。

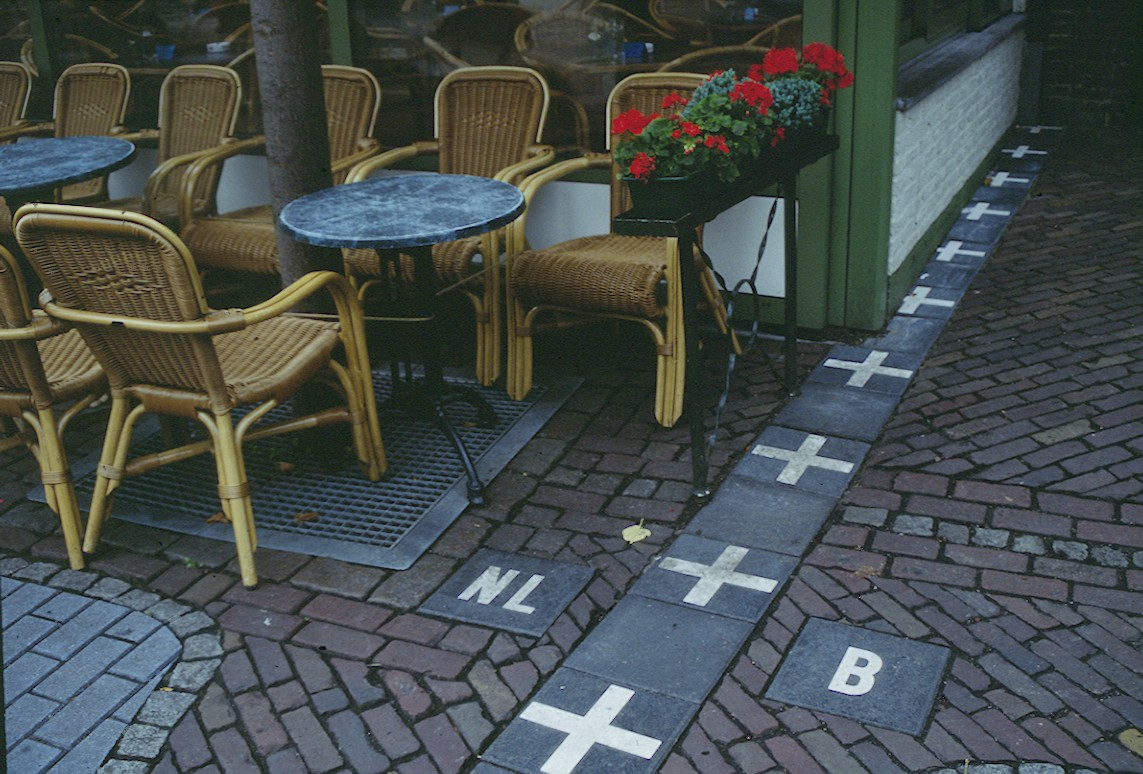
バールレ＝ナッサウ（オランダ）のカフェ。足元の十字のマークはベルギーとの国境線。

## 経済
この地域は産業が複数あり、基本は農耕地帯である。背景の複雑な状況に根差し、現金収入の重要な源として、長年、密輸が半ば公然と行われた。高級品店が立ち並び、中産階級にも喜ばれ店は繁盛した。周辺には公園も多い。
21世紀初頭の10年にバールレ全域の人口は、予測どおりの減少傾向を示した。

## 地理
バールレの農業集落は広く、自然のままの地域も多い。南の谷のメルクシェは美しい小川が流れ、西には「オランダの森」という名前の地所がある。リエルからトゥルンハウトを結ぶ自転車道路ベルス・リンチェ（Bels Lijntje）はかつての鉄路跡で、観光を楽しむことができる。

## インフラ

### 電力
電力網は計画的な整備が遅れている。
- バールレ＝ヘルトフとゾンデルアイゲン間は、ベルギー企業Eandis（オランダ語版）が担当。
- バールレ＝ナッサウと教区ウリコーテンは、オランダ企業テネット（en）が担当。
- カステルレ村の電力はベルギー企業Eandisが担当。

### 有線のネットワーク（ラジオ、テレビ、インターネット）
バールレのテレビ配信は2012年8月26日までフランドル企業テレネット（現・VTM ＝蘭: Vlaamse Televisie Maatschappij）が、オランダとフランダースの両方のテレビ番組を担当した。ところがオランダ企業 Reggefiberが電力会社Eandisのケーブル網を買収、テレネットは2012年8月26日以降、競合するバールレ地方のオランダ語圏をサービス提供エリアからはずす可能性があった。当該地域のケーブル配信網をロックした上で、配線としてオランダのネットワーク会社に譲渡する。つまりバールレのオランダ地域は2012年時点でオランダのプロバイダー（KPN、Tele2、Telfortなど）は受信できても、ベルギーのプロバイダー（VTMなどの民間放送）は受信できなくなると懸念された。
バールレのベルギー側への影響は最小限で、従来どおりテレネットのサービスを受ける。オランダの民間放送局（RTL 4など）の番組配信はアナログ配信を廃止、デジタル配信に限定した。これらの放送はケーブル（テレネット）経由限定で受信できる。ラジオ、テレビ、インターネット他、ベルギーのプロバイダーはADSL経由でつながる。

### ガス
- Enexis （供給源はオランダ）

### 上水道
- ブラバント水道（水源はオランダ）

### 廃棄物処理
多くの街路は週に2回、ごみ収集サービスを受ける（オランダ企業とベルギー企業各1回）。Smederijstraat通りのリサイクルセンターは、バールレ＝ナッサウとバールレ＝ヘルトフの全住民が持ち込める。

### 郵便
郵便配達はオランダ語圏はポストNL、ベルギー圏はベルギー郵政が担当。

## 電話
電話網はKPNとBelgacomのサービスが地域を問わず受けられる。国境地帯として特例が適用され、バールレ＝ヘルトフとバールレ＝ナッサウ間の通話は市内料金体系で課金する。携帯電話はバールレ全域から、両国の電波塔に簡単に接続できる。

## ショッピング
法律により、アダルトビデオ店があるのはバールレ＝ナッサウだけ、花火店はバールレ＝ヘルトフだけにあり、どちらも年中無休。バールレ全域の商業活動を見ると、どの日曜日にも買い物ができる。ベルギー法は日曜日の商店の営業を認めていること、バールレ＝ナッサウの飛び地では住民の多くが名所に集まる観光客相手の仕事を収入源にしていること、法的な恩恵の公平を保つため、本来は国法に従い日曜は休業するはずのオランダ圏でも、日曜日の営業が公認されている。

## 警察、消防
両地域のそれぞれの地元の警察署は、バールレ・ヘルトフの Parallelweg にある施設に置かれ、それぞれの業務を行う。バールレでは警察官を「Dirco」と呼ぶこともある。
消防署は2010年1月1日に1つの組織に統合した。共同消防隊はオランダ人とベルギー人のボランティアで構成し、消防署の住所地はバールレ＝ナッサウのCA Bodestraat通り2号。

## 公共交通

### 自動車道路

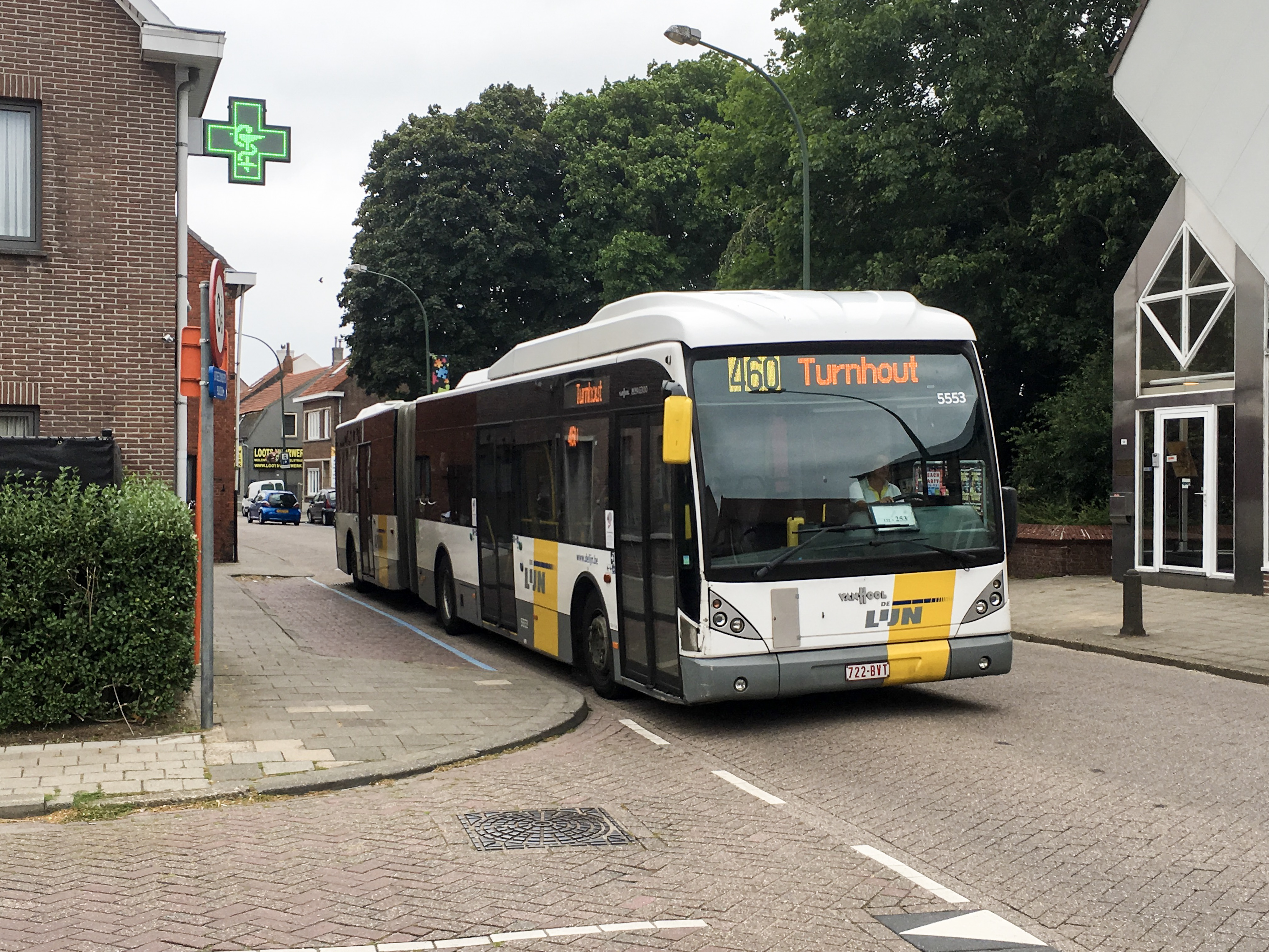
Turnhout行きVanHoolバス460番系統（バールレ＝ナッサウ）

バールレの村は車であれば、オランダ国道N260、N639およびベルギー地方道路N119への連絡が良い。高速道路はオランダのA58、ベルギーのE19とE34に近い。

### バス
De Lijn始発の行き先別の系統：
- 458番（Poppel - Hoogstraten）
- 459番（トゥルンハウト - Hoogstraten）
- 460番（トゥルンハウト - バールレ）

Arriva始発の系統：
- 132番（ティルブルフ - ブレダ）

### 鉄道
国境にまたがる巨大な鉄道駅のバールレ＝グレンス駅とウィールデ駅があったが、すでに廃止された。spoorlijn Tilburg-トゥルンハウト間を結んだ鉄道開通は1867年、廃止は1934年10月7日。
この鉄路跡は現在、2つの村を結ぶ全長31kmの自転車専用道路に整備され、「Het Bels Lijntje」と呼ばれる。

## 教育
バールレ=ヘルトフには学校が2校ある。
公立図書館は共同で、ベルギー人とオランダ人の職員がいる。

## 社会活動
バールレには社交クラブや市民組織が複数あり、ベルギーとオランダで対抗できる例として、サッカーチームのGloria US（オランダ）とオランダ語: KVV Dosko（ベルギー）があるものの、他の分野では地元クラブは1つにまとまっている。
- ハーモニー・シント・レミ（合唱団）
- ユースワーク協会バールレ（Stichting Jeugdwerk Baarle）
- カーニバル実行委員会 De Grenszuukers（Karnavalsvereniging De Grenszuukers）
- 郷土史研究会アマリア・ヴァン・ソルムス（Heemkundekring Amalia van Solms）
- バールレ彫刻クラブ（De Baarlese Beeldhouwclub）

## メディア
どちらの村にもコミュニティWebサイトがあり、baarle-nassau.nlとbaarle-hertog.beの両方からアクセスできる。国境プロジェクトにはEU補助金を受給し、2002年3月30日に初めてコミュニティWebサイトを開設した。オランダの世論調査から、baarle-nassau.nlおよびbaarle-hertog.beが地方自治体ウェブサイトの最低レベルにあることが判明、2004年に廃止して2005年7月8日に新しWebサイトを開設する。2012年時点で2つのバールレはそれぞれ独自のウェブサイトを運用している。

### 放送—ラジオとテレビ
バールレ村独自のローカル放送局のほか受信できる放送は複数あり、オムロープ・ブラバントはバールレ＝ヘルトフ住民もテレネット経由でデジタルTV放送を受信でき、RTVはベルギー地域限定配信である。

### 新聞や雑誌
バールレの日刊地方紙は3紙で『BN De Stem』と『Brabants Dagblad』『Gazet van Antwerpen』、週刊新聞1紙『Ons Weekblad』も発行される。

## 近隣の村
Ulicoten、 Castelré、Zondereigen、Weelde-Station、Weelde、Poppel、Alphen、Chaam。